# Mayridia merceti
Mayridia merceti är en stekelart som beskrevs av Trjapitzin 1969. Mayridia merceti ingår i släktet Mayridia och familjen sköldlussteklar. Inga underarter finns listade i Catalogue of Life.